# De re publica
Il De re publica (in italiano La Repubblica o Sulla cosa pubblica o Sullo Stato) di Cicerone è un trattato in forma di dialogo di filosofia politica diviso in sei libri.

## Contesto storico
L'opera fu scritta tra il 55 a.C. e il 51 a.C., periodo di forte crisi della res publica, che già a partire dal tribunato dei Gracchi era caduta in preda a uomini ambiziosi che poco rispecchiavano l'idea di virtus. Anzi, a proposito della demagogia di Cesare, nel De re publica Cicerone vi allude in più parti, contestando il suo potere, di fatto assoluto.
Cicerone, segnato dall'esperienza dell'esilio e disgustato dal primo triumvirato, vive questo momento con angoscia e ansia poiché intravede una fine annunciata e scrive l'opera ricordando tempi in cui agivano personaggi che avevano la grandezza degli dei e che erano diventati immortali nel mito di Roma, molto lontani dai potentati come Pompeo e Cesare, se solo si pensa alla figura di Scipione Emiliano, al quale Cicerone pensa come modello, deprecando, però, la tirannide.
Tuttavia, nel dialogo è presente anche l'idea che in momenti di estremo pericolo per lo Stato, c'è bisogno non solo dell'auctoritas del Senato, ma anche del cittadino auctor, del dittatore o magister populi, quindi dell'uomo forte. Resta da chiedersi quale fosse per Cicerone l'uomo in grado di assomigliare a Scipione Emilianoː si pensa che il modello a cui pensa Cicerone non sia incarnato né nella persona di Pompeo, né in quella di Cesare, ma forse in sé stesso.

## Composizione
Cicerone cominciò a elaborare l'idea di questo trattato di ritorno dall'esilio, ma l'effettiva stesura dell'opera iniziò solo nel 54 a.C., e, presumibilmente, la pubblicazione avvenne nel 51 a.C.
Il progetto prevedeva che il trattato fosse composto da nove libri, tuttavia una volta portata a termine la stesura dei primi due, Cicerone ne propose la lettura, nella sua villa di Tuscolo, ad alcuni amici, tra i quali Gneo Sallustio, che consigliò a Cicerone di seguire il metodo aristotelico, cioè sostituirsi al protagonista parlando in prima persona poiché l'utilizzo di protagonisti ormai appartenenti al passato avrebbe reso l'opera più simile a una favola.
Cicerone scelse invece di affidare i dialoghi a personaggi quali Scipione, Lelio, Scevola e Tuberone, per la loro autorevolezza e vicinanza ai romani più colti, con l'obiettivo di richiamare gli animi alla devozione per la patria. Evocare la figura di Scipione Emiliano, in un momento in cui i triumviri detenevano il dominio di Roma, significava contrapporre il modello antico di Stato all'odierna degenerazione. Scipione rappresentava per Cicerone la possibilità di un ritorno a un modello positivo di governo e perciò sognava un principe che ne avesse le fattezze.
Tuttavia, la realtà presente a Roma in quegli anni vedeva il contrapporsi di due triumviri sopravvissuti, Pompeo e Cesare, signori degli eserciti e delle province, che poco rispecchiavano i vecchi modelli.
A dispetto dell'idea iniziale, l'opera risulterà infine composta da soli sei libri, e ambientata in tre giornate, in ognuna delle quali si tengono due dialoghi, al primo dei quali (I, III e V libro), presumibilmente, Cicerone anteponeva dei proemi, nei quali esponeva i suoi principi in maniera diretta. Va detto, a tal proposito, che, se pure Cicerone era solito utilizzare proemi già pronti da accorpare all'opera, nel caso del De re publica i proemi appaiono come un lavoro fatto all'uopo.

## Struttura
Il De re publica è stato il primo libro di filosofia politica a Roma, anche se in seguito al trionfo dell'idea imperiale, le idee politiche di Cicerone vennero meno. Sebbene con il cristianesimo continuarono a suscitare interesse quelle parti dell'opera ricche di concetti spirituali e morali, il trattato ciceroniano cadde ben presto nel dimenticatoio.
Alcuni accenni dell'opera, li ritroviamo tuttavia in una lettera di Gerberto, abate del monastero di Bobbio (987 d.C.), che diverrà poi Papa con il nome di Silvestro II. Anche Petrarca se ne interessò non riuscendo, però, a reperire l'opera intera nella biblioteca dell'Abbazia di Bobbio, dovendosi accontentare della parte dedicata al Sogno di Scipione e dei pochi frammenti conservati da Macrobio, Lattanzio, Nonio e Sant’Agostino.
Nel 1819 il testo fu ritrovato dal cardinale filologo Angelo Mai in un manoscritto palinsesto bobbiese, scritto tra il IV e V secolo in carattere onciale. Il cardinale notò, tuttavia, che un monaco aveva dilavato i fogli dell'originale opera ciceroniana e aveva usato parte di essi, circa un quarto del totale e in ordine casuale, per ricopiare il Commentario di Sant’Agostino ai Salmi. Il cardinale dovette perciò, data la confusione, ricomporre l'opera servendosi di tutta la sua sapienza e del suo ingegno, consegnandoci così gran parte dei primi due libri, e frammenti degli altri. Delle 1 280 pagine, di cui verosimilmente si componeva l'opera, ne sono pervenute circa 300. Angelo Mai continuò la sua ricerca, convinto che altri fogli potessero essere trovati in codici antichi (un Vaticano del VII secolo e un Vallicelliano del VI), ma non ebbe successo.
Il De re publica si svolge sotto forma di dialogo (ipoteticamente avvenuto) nel 129 a.C., tra Scipione Emiliano, che di lì a pochi giorni sarebbe morto, Gaio Lelio (amico di Scipione), Manio Manilio (esperto giureconsulto), Lucio Furio Filo (cultore di studi astronomici), Gaio Fannio (storico), Publio Rutilio Rufo (oratore), Quinto Mucio Scevola (giurista e maestro di Cicerone), Spurio Mummio e Quinto Elio Tuberone (conoscitore di filosofia stoica), nella villa suburbana dello stesso Emiliano.
L'opera analizza le forme di governo e le loro degenerazioni (da monarchia a tirannide, da aristocrazia a oligarchia, da democrazia a oclocrazia e il ritorno alla monarchia). A fare da modello a Cicerone, fu La Repubblica di Platone, di cui riportò interi brani, come, ad esempio, la descrizione di una democrazia nel primo libro, e l'argomento ontologico dell'immortalità dell'anima nell'ultimo libro. Non si tratta però di una semplice imitazione, come già Macrobio fece notare: "Fra i libri di Platone e Cicerone, v'è questa essenziale differenza: che quello immaginò una repubblica, questo una ne ritrasse; l'uno disse come a suo giudizio essa dovrebbe essere, l'altro quale era stata infatti in altri tempi nel suo paese”.
Partendo dallo spunto del dialogo platonico, Cicerone, muovendosi nell'ambito dello stoicismo della sua formazione filosofica, espone la teoria costituzionale di Roma antica, stabilendo il nesso esistente tra la morale dei costumi politici e le virtù morale dei comportamenti individuali. Cicerone introduce la discussione mostrando come, nella sua visione permeata da stoicismo, gli uomini non siano nati per uno studio meramente astratto: la ricerca della verità filosofica, egli argomenta, non dovrebbe mai prescindere da una sua concreta applicabilità, in una prospettiva che risulti utile ai grandi interessi della filantropia e dell'amore per la patria.

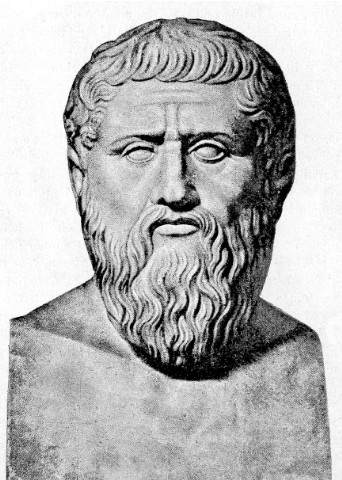
Busto di Platone

### Libro primo
Cicerone apre il libro primo introducendo il tema della virtù, vincolo dato dalla natura che spinge l'uomo all'amore per il genere umano e alla difesa per la patria e con una condanna a coloro che si tengono fuori dalle vicende pubbliche. Affronta il tema della partecipazione alla vita pubblica, e critica quei filosofi dediti solo alla vita contemplativa.
Prendendo spunto da una discussione intorno a una questione astronomica, si giunge alla conclusione che sia necessario volgere lo sguardo alle cose terrene, più che all'armonia delle cose celesti.
L'esposizione di Cicerone è tesa a mostrare i benefici che derivano dal contemperare l'atteggiamento contemplativo e distaccato della filosofia, con la pratica di una vita pienamente attiva e politica, in accordo con l'utopica visione di Platone: «Felice la nazione i cui filosofi sono re e i cui re sono filosofi».
Si tratta di una precisazione che, ai suoi occhi, risulta tanto più necessaria quanto più si considera l'atteggiamento di alcuni filosofi il cui fermo attaccamento alla metafisica e alle speculazioni astratte li porta ad affermare che il vero filosofo non deve essere coinvolto nella conduzione di pubblici affari.
Lelio chiede a Scipione (durante il dialogo l'opinione di Cicerone si esprimerà attraverso le parole di Scipione) quale sia la migliore forma di governo, e lui ritiene di dover rispondere indicando la definizione di Repubblica, la cui essenza è il populus, e introduce l'idea di un impulso naturale dell'uomo alla vita associata, contrariamente alla teoria del patto sociale nato per sopperire alla debolezza dell'uomo, sostenuta da Epicuro, Lucrezio e anche Platone.
(Cicerone, La repubblica, p. 297.)
Lelio invita Scipione a affrontare l'argomento principale: ricostruire l'unità tra tutti i componenti della Repubblica. Scipione passa quindi in rassegna le varie forme di governo (monarchia, aristocrazia, democrazia), e le loro rispettive degenerazioni (tirannide, oligarchia, oclocrazia), evitabili solo grazie a una quarta forma, la costituzione mista, che contempera in sé gli elementi fondamentali delle tre forme di governo e assicura maggiore stabilità. Una costituzione del genere si è storicamente inverata, come già Polibio aveva indicato, nella Repubblica romana del II secolo a.C., che di fatto era un regime aristocratico-oligarchico, anche se i consoli, il Senato e i comitia potevano riprodurre almeno nominalmente le tre forme canoniche.
Scipione, dopo aver fatto riferimento alla fine della monarchia-tirannide di Tarquinio il Superbo, 510 a.C., e le successive successioni della plebe, introduce la figura del dictator e l'idea della dittatura come necessità politica.
(Cicerone, La repubblica, p. 331.)

### Libro secondo
Nel libro II Cicerone offre una panoramica della storia e degli sviluppi della costituzione romana; egli tesse i migliori elogi dei re originari e mette in evidenza i grandi vantaggi connessi a un simile sistema monarchico, di cui viene descritta la graduale dissoluzione. Per sottolineare l'importanza e l'opportunità di una reviviscenza di quel sistema, Cicerone pone l'accento su tutti i mali e i disastri che si sono abbattuti sullo Stato romano in conseguenza del sovraccarico di violenza e follia democratica, che ha continuato ad accrescere, in maniera allarmante, la sua preponderanza. Quindi, traccia il percorso che ha portato alla degenerazione della monarchia e alla sua trasformazione in tirannide con Tarquinio il Superbo, e fa in seguito tre esempi di democrazia radicale, in cui forse c'è un'allusione alla politica popolare di Cesare che aveva presentato nel 59 a.C. diverse leggi agrarie. Cicerone è ostile ai popolari, perché metterebbero in pericolo la concordia e l'equilibrio dello Stato.
(Cicerone, La repubblica, p. 397.)
Inoltre, vengono elencate le caratteristiche dell'uomo politico. Le passioni qui elencate nascono dall'intemperantia, dal non saper governare la parte irrazionale dell'anima. Caratteristiche del reggitore dello Stato devono essere invece la prudentia e la provvidentia.

### Libro terzo
Il libro III, perduto quasi completamente, affronta il grande tema della giustizia all'interno dello Stato e nei rapporti internazionali.
Cicerone si serve della verità profonda racchiusa in un proverbio di inestimabile valore: «L'onesta è la migliore regola di condotta» in tutte le questioni, si tratti di affari pubblici o privati. Il dialogo si svolge tra Furio Filo e Caio Lelio. Il primo esprime la sua visione pessimistico-realista secondo cui i governanti promulgano le leggi solo per proprio tornaconto; l'altro afferma la visione ottimistica secondo cui la legge positiva è una traduzione in pratica della legge naturale.
La disquisizione che Cicerone compie in questo libro ebbe un commentatore di pregio in Sant'Agostino che ne fornì la sua analisi nel De Civitate Dei.
(Agostino, De Civitate Dei, III, 21.)

### Libri quarto e quinto
I libri IV e V sono quasi interamente perduti, salvo i pochi e disparati frammenti pervenutici. In particolare nel IV libro viene trattata l'educazione dei cittadini. Si mette in evidenza l'importanza della famiglia, forza viva dello Stato e si condanna il comunismo, propugnando, invece, la difesa della proprietà privata.
Nel V libro, invece, viene esaltata l'integrità dei costumi degli antichi romani, opponendoli alla morale decaduta dei suoi tempi e delle qualità necessarie all'uomo di governo.
(Cicerone, La repubblica, p. 531.)
Nei due libri viene tratteggiata la figura dell'uomo di governo ideale, che Cicerone chiama di volta in volta princeps ("primo cittadino") o tutor et procurator rei publicae ("reggitore e governatore dello Stato"), o ancora con altri appellativi (moderator). Non si tratta del vagheggiamento di una riforma costituzionale in senso autoritario, ma di un modello ideale di uomo politico, che sappia sacrificare ogni interesse personale per il bene della comunità, assicurando (anzi, restaurando) la stabilità della repubblica senatoria, espressione della classe dirigente.
(Cicerone, La repubblica, pp. 530-531.)

### Libro sesto

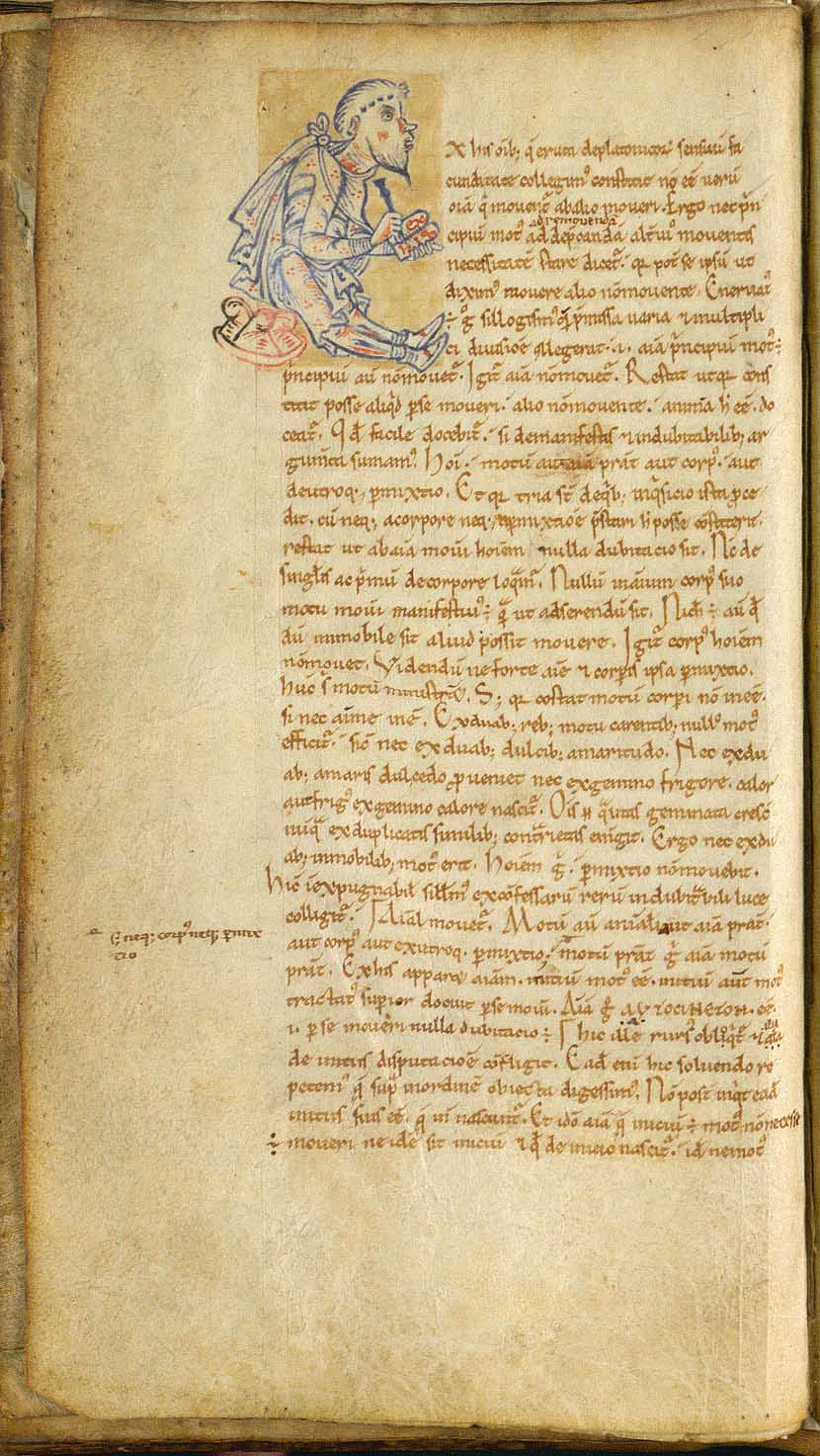
Un manoscritto medievale dei Commentarii in Somnium Scipionis di Macrobio

Nel sesto e ultimo libro, Cicerone si occupa di mostrare come gli uomini di Stato che intendano perseguire l'amore per la patria, la giustezza e la filantropia, non debbano unicamente attendersi di ricevere, mentre sono in vita, l'approvazione e il sostegno morale di tutti i buoni cittadini. A essi spetta, nella prospettiva dell'eternità, la gloria immortale di una nuova forma di esistenza. Per illustrare questo punto, Cicerone introduce la famosa immagine del Somnium Scipionis, che egli utilizza per spiegare, con inimitabile eleganza e dignità, le dottrine platoniche sull'immortalità dell'anima.
(Cicerone, La repubblica, pp. 561-563.)
In questo episodio Scipione Emiliano rievoca l'apparizione, in un sogno fatto tempo addietro, del nonno adottivo Scipione Africano, che dall'alto dei cieli gli addita la piccolezza della terra e la conseguente futilità delle cose umane, ma nel contempo gli rivela la ricompensa di eterna beatitudine destinata nell'aldilà alle anime di chi sulla terra si è prodigato per il bene della patria. Coloro i quali si sono lasciati trasportare dai piaceri del corpo vagheranno, una volta morti, intorno alla terra per purificarsi prima di salire al cielo.
(Cicerone, La repubblica, p. 565.)

## IlSomnium Scipionis
Il racconto del Sogno di Scipione è considerato, nel suo genere, uno dei momenti più felici della letteratura dell'antichità, e tra i passi più ammirati e celebrati dagli studiosi di ogni epoca. Esso costituiva probabilmente la conclusione dell'opera. 
Il Somnium Scipionis fu per lungo tempo l'unica parte conosciuta dell'opera in quanto esso, in epoca carolingia (IX secolo), fu estratto da un manoscritto completo del De re publica per essere unito al commento tardoantico di Macrobio;  esso continuò, quindi, a essere letto quando il resto dell'opera era apparentemente perduto. È solo dal 1819 che il testo è stato parzialmente ricomposto quando è venuto alla luce il testo dei primi cinque libri (buona parte dei primi due e frammenti degli altri).